# Vladímir Iliushin
Vladímir Serguéyevich Iliushin (en ruso: Владимир Сергеевич Илюшин; Moscú, 31 de marzo de 1927 – Moscú, 1 de marzo de 2010), también transliterado como Ilyushin, fue un aviador militar de la Unión Soviética, pasando la mayor parte de su carrera como piloto de pruebas para el OKB y un destacado jugador de rugby. Jugador e impulsor del rugby en su país, desde 2013 es miembro del Salón de la Fama de la World Rugby.

## Biografía
Nacido en Moscú, RSFS Rusia. Fue hijo del reconocido diseñador aeronáutico soviético Serguéi Iliushin y Raisa Zhalkovskaya. Estudió en el Instituto de Aviación de Moscú donde empezó a jugar rugby y en 1945 ingresó a la Fuerza Aérea Soviética.

## Carrera como piloto de pruebas
Tuvo una carrera destacada como piloto de pruebas, él puso a prueba los vuelos inaugurales de los Sujói modelos: Su-11 (1958), Su-15 (1962), Su-17 (1966), Su-24 (1967), T-4 (1972), Su-25 (1975) y Su-27 (1977).

## Carrera en el rugby

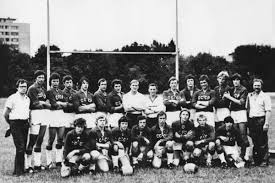
Selección juvenil de la URSS, campeonato de la FIRA U-21, 1978.

Iliushin tenía como afición además de los aviones, el rugby, deporte que empezó a practicar en su adolescencia. Luego de retirarse como jugador, se dedicó a la administración y la expansión del deporte en su país.
El rugby fue prohibido en 1949 por Stalin para luchar contra el cosmopolitismo. Iliushin fue el principal protagonista para derogar la prohibición del rugby, objetivo que logró y se hizo efectiva con la reanudación de la liga rusa en 1966. El 31 de marzo de 1967 fundó la Federación Soviética de Rugby y fue nombrado su primer presidente, cargo que ocuparía más de 40 años hasta su fallecimiento en 2010.
Su principal objetivo fue concretar una selección nacional, lo logró y los soviéticos jugaron su primer partido el 24 de julio de 1974 ante Rumania. En 1976 la URSS logró clasificarse a la Copa FIRA y en la década de los 80's el equipo había mejorado considerablemente.
Iliushin murió dos días después que la selección Rusa lograra su clasificación a la Copa Mundial de 2011, la primera participación mundialista para el país.

«Su amor por el deporte fue inmediato y se quedó con él para el resto de su vida. Él fue un verdadero pionero del rugby. Bernard Lapasset, 2013».

En febrero de 2013 durante el sorteo de grupos de la Copa Mundial Sevens de 2013, Iliushin fue homenajeado, reconocido por la World Rugby como el hombre que llevó el rugby a Rusia e introducido al Salón de la Fama de la World Rugby.

## Supuesto vuelo espacial
Unos pocos alegan que Vladimir Iliushin habría sido el primer hombre en el espacio el 7 de abril de 1961.
 Como es bastante conocido, este honor es generalmente atribuido a Yuri Gagarin cuyo vuelo en la cápsula de la nave espacial Vostok tuvo lugar tan sólo cinco días después, el 12 de abril de aquel mismo año.
Las teorías en torno al posible encubrimiento de este supuesto vuelo espacial sostienen que un fallo a bordo habría causado que los controladores en tierra terminasen forzando el reingreso orbital de la astronave antes de lo previsto, con tal mala suerte que esta habría terminado realizando un aterrizaje de emergencia en la entonces China del líder Mao Zedong (o Mao Tse-tung), por lo que Iliushin habría sido hospitalizado en ese país antes de haber podido ser repatriado a la URSS. 
Incluso algunos adeptos a las conspiraciones han llegado a agregar que el régimen soviético habría intentado explicar las heridas y cicatrices posteriores de Iliushin a partir de un hipotético accidente automovilístico que aquel habría sufrido cerca de la frontera entre ambos gigantes comunistas (por lo que, de esa manera, pretendidamente tendría algún sentido -aunque no demasiado- la internación del piloto en un hospital o nosocomio chino y no ruso). La vergüenza internacional que hubiera resultado de tener a su cosmonauta herido y en manos de un gobierno extranjero habría sido una razón más que suficiente para que los soviéticos no revelasen oficialmente ese vuelo fallido, y en cambio se concentrasen en el posterior vuelo de Gagarin, y en la adulación de este, una vez regresado sano y salvo a la Tierra.
Sin embargo, hay serias razones para descreer de esa alegación, en particular porque, si bien ambos eran regímenes comunistas (aliados entre 1949 y hasta poco después de la muerte de Iósif Stalin en 1953), las relaciones entre los soviéticos y los chinos eran cada vez más tensas (justamente en tiempos del cisma sino-soviético), y el valor propagandístico para los chinos de tener a un piloto soviético capturado, después de haber aterrizado sobre su propio territorio, les hubiese dado pocas razones como para ser cómplices de sus hostiles vecinos en un encubrimiento de tal magnitud.
Según Mark Wade, editor del conocido sitio web de historia espacial denominado Encyclopedia Astronautica:

"Toda la historia inicial del programa espacial tripulado soviético ha sido desclasificada y tenemos pilas de memorias de los cosmonautas, ingenieros, etc. que participaron [en él]. Sabemos quién estaba en el equipo original de astronautas, quien nunca voló, fue despedido, o resultó muerto en las pruebas de tierra. Iliushin no es uno de ellos."